# 알란 가르시아
알란 가브리엘 루드비히 가르시아 페레스(스페인어: Alan Gabriel Ludwig García Pérez, 문화어: 알란 가르씨아 뻬레스, 1949년 5월 23일 ~ 2019년 4월 17일)는 페루의 53, 57대 대통령이다. 2006년 6월 4일 대선에서 페루를 위한 연합의 오얀타 우말라 후보를 누르고 대통령이 되었다. 그는 아메리카 혁명 인민 동맹(APRA)의 지도자이며, 이 정당 출신이 처음으로 배출한 대통령이다. 그는 1985년에서 1990년까지 첫 임기를 수행한 바 있다. 그의 첫 번째 임기에는 심각한 경제 위기와 사회 불안, 폭력이 발생했다. 그는 2001년 대선에서 알레한드로 톨레도에 패한 바 있다.

## 개요
알란 가르시아는 페루 리마의 중류 가정 출신으로, 그의 아버지는 〈아메리카 혁명 인민 동맹〉(APRA)의 서기였다. 가르시아도 어릴 적부터 APRA 지지자의 아들들이 다니는 학교인 "카사 델 푸에블로(인민마을)"에 출입하고 있었다. APRA의 창시자, 빅토르 라울 아야 데 라 토레에게 가르침을 받은 적도 있다.
그 후 APRA가 비합법화되어 아버지가 투옥된다. 가르시아는 로마 교황청이 세운 〈페루 가톨릭 대학〉을 거쳐 〈산 마르코스 대학〉에서 법학을, 마드리드 대학과 파리 대학에 유학하면서 사회학을 전공하여 1978년 페루가 민주화된 직후에 귀국하였고, 제헌의회 의원으로 공천받아 정치가로서의 활동을 시작한다. 가르시아가 활동을 시작한 당시 소속 정당인 APRA는 우경화가 진행되고 있었지만, 가르시아 자신은 당내에서 좌파에 위치하고 있었다. 가르시아는 당 운영에 있어서 뛰어난 수완을 발휘하면서 1982년 만 33세의 나이로 APRA의 대표가 되었다. 가르시아는 초인플레이션과 외채문제, 게릴라 준동까지 겹치며 인기를 잃어가던 베라운데 테리 당시 대통령을 밀어붙이며 인기를 상승시켜나가며 유력 대권주자가 되었다.

### 대통령 제1기 - 망명
1985년 가르시아는 APRA 소속으로 대통령 선거에 출마하여 53%의 득표율을 얻어 대통령에 당선되었고. 당시 가르시아는 36세로 페루의 정치사상 최연소 대통령으로 등극하였다. 또한 APRA는 1924년 이래 처음으로 정권을 획득했다.
가르시아는 잘생긴 외모로 “페루의 케네디”라는 평가를 받으며, 취임 초기에는 국내에서 높은 인기를 자랑했다. 가르시아는 당시 페루가 경제 “대외 채무 상환 동결(상환액을 GNP의 1%에 제한한다고 선언)”이라는 정책을 단행하였다. 이 조치는 1986년에 9%의 경제성장률을 기록하면서 효과를 발휘하는 듯하였으나 1987년을 기점으로 경제가 다시 침체되기 시작하였고, 가르시아는 1987년에 은행 국유화 조치를 취했지만 특히 후자는 IMF의 분노를 사서 결과적으로 페루는 투자부적격 국가로 낙인 찍혀, 외국인 투자가 끊어지는 곤경에 처하게 된다.
결국 정권 말기에는 연간 7000% 이상의 심각한 인플레가 일어나면서 경제는 다시 파탄상태가 되었고, 가르시아 자신의 비리 의혹도 제기되면서 알란 가르시아의 지지율도 급속히 떨어지게 되면서 좌익 게릴라들의 세가 확장되어가는 상황이 되었다. 대통령의 임기가 만료되어갈 무렵, 대통령 결선투표에서 알베르토 후지모리가 예상을 뒤엎고 결선투표에 진출하자 가르시아는 알베르토 후지모리를 지지했고, 후지모리가 대통령이 되면서 알란 가르시아는 종신 상원의원으로 재직하였다. 이후 후지모리 정권과 결별했기 때문에 후지모리 대통령의 1992년 자기 쿠데타(아우토 고르페) 후 후지모리 정권에서 탄핵을 받아 콜롬비아로 망명한 후 프랑스에 살게 된다.

### 귀국 - 대통령 제2기
이후에 가르시아였지만, 2000년 후지 모리가 대통령직을 파면당하자 다음 해 2001년 사면을 받아 귀국한다. 그리고 같은 해 대통령 선거에 출마, 1차 투표에서 25%의 득표를 얻어 예상을 뒤엎고 결선투표에 나서게 된다. 그리고 알레한드로 톨레도에게 패배를 당하지만 46%의 득표율을 얻어 집권 1기 말의 초 인플레이션을 감안하면 선전했다는 평을 받았다. 그리고 이후에 톨레도의 정책에 반기를 들면서 다시 인지도를 높여갔다.
2006년, 다시 대통령 선거에 입후보 한다. 1차 투표에서는 24%의 득표를 얻어 근소한 차이로 르르데스 흐로레스를 제치고 받고 결선투표에 진출하였다. 결선투표에서는 1차 투표로 선두였던 오얀타 우말라를 역전하면서, 두 번째 대통령으로 당선된다. 대통령 1기째에 APRA 당원을 정부에 많이 기용하여 반발을 샀기 때문에, 2기째에는 16명의 장관 중 APRA 당원을 6명만 기용하였다.

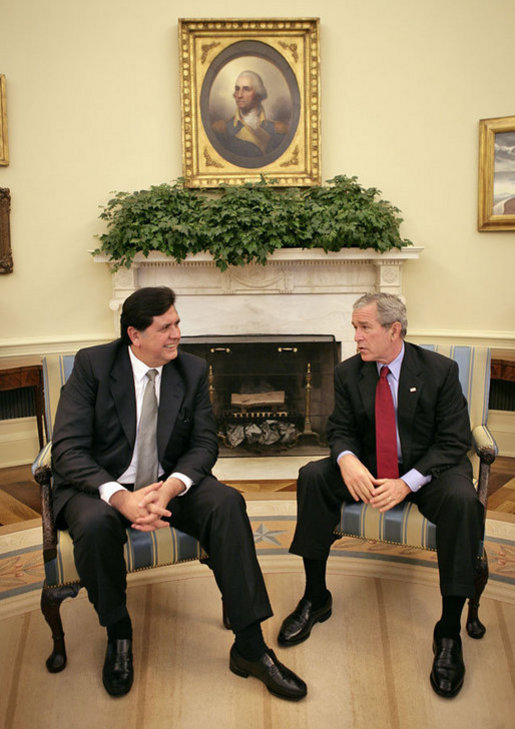
백악관에서 부시 대통령과 대담하는 가르시아 대통령.

페루는 사형제 폐지국이지만, 가르시아는 7세 미만의 아이에게 성폭행을 하고 살해한 범죄자에 대해서 사형 적용을 인정하는 것을 선거공약으로 내걸었다. 2006년 9월 21일에 의회에 법안을 제출하였고, 현재는 의회에서 심의가 행해지고 있다. 이 배경에는, ‘히로시마 소학교 1학년 여아 살해 사건’의 용의자로서 체포된 일본계 페루인이 모국에서도 같은 성범죄를 반복하고 있었음에도 구속되지 않고 있었던 것에 대한 비판 여론과 연소자 성범죄의 엄벌화를 요구하는 여론이 같이 높아지고 있었던 것을 들 수 있다. (여론 조사에서는 사형 적용에 80%가 찬성하는 결과도 나와 있다)
2006년 10월에는 미국을 방문해 조지 W. 부시와 회담해, 《안데스 원리주의 정책》과 대립하는 베네수엘라와 볼리비아를 비난하였다.
2008년 3월 16일과 2009년 11월 10일 두 차례 일본을 방문했다.
재선은 헌법 상 금지되어 있기 때문에, 2011년 7월 28일에 임기를 마치고 퇴임한다. 대통령 선거에서는, APRA로서 쿠틴스키 전 수상을 지지했다.

## 자원 개발과 원주민 살해
가르시아는 1기 취임 때 1985년 8월 아코마루카 학살에 대해서는 당국을 처분했지만, 1986년 6월 "형무소 학살" 이후 군의 통제력을 잃고 카야라 학살을 은폐했다. 비판이 높아지자 가르시아는 경찰 조직을 재편하고, 국가 경찰을 창설했지만, 반정부 활동과 군 폭력이 격화됨에 따라 지지를 상실하였다.
2기는 미국 등과의 자유무역협정을 핑계로 원주민 거주지의 석유, 목재의 개발을 결정하는 법안을 제정하고, 페루 밀림 개발 민족 연합 (AIDESEP) 등 2009년 4월 이후 이 법의 폐지를 요구하는 원주민의 시위가 격화되었다. 그러나 가르시아는 비상사태를 선포하고, 경찰 병력을 투입해 강제 진압을 도모했다. 6월 5일 바구아에서 대규모 충돌이 일어나자, 정부 측은 "선동했던 AIDESEP 지도자 알베르토 피산고와 페루 국가원리당(PNP)의 책임이다"고 주장했지만, 8일 카르멘 비루도소 여성 사회개발 장관이 정부의 책임을 지고 사임하였고, 10일 의회가 농지 이용을 정한 법률 1064호 및 목재의 이용을 정한 법률 1090호를 중지하였다.

## 역대 선거 결과
| 선거명      | 직책명        | 대수 | 정당                  | 1차 득표율 | 1차 득표수  | 2차 득표율 | 2차 득표수  | 결과 | 당락             |
| ----------- | ------------- | ---- | --------------------- | ---------- | ----------- | ---------- | ----------- | ---- | ---------------- |
| 1985년 선거 | 페루의 대통령 | 53대 | 아메리카 혁명인민동맹 | 53.10%     | 3,452,111표 |            |             | 1위  | 페루 대통령 당선 |
| 2001년 선거 | 페루의 대통령 | 56대 | 아메리카 혁명인민동맹 | 25.78%     | 2,732,857표 | 46.92%     | 4,904,929표 | 2위  | 낙선             |
| 2006년 선거 | 페루의 대통령 | 57대 | 아메리카 혁명인민동맹 | 24.32%     | 2,985,858표 | 52.62%     | 6,965,017표 | 1위  | 페루 대통령 당선 |
| 2016년 선거 | 페루의 대통령 | 59대 | 아메리카 혁명인민동맹 | 5.83%      | 894,278표   |            |             | 5위  | 낙선             |